# Pierre Bédier
Pour les articles homonymes, voir Bédier.
Pierre Bédier, né le 30 septembre 1957 à Mont-de-Marsan (Landes), est un homme politique français.
Membre du RPR, de l’UMP puis de LR, il est député des Yvelines de 1993 à 2009, maire de Mantes-la-Jolie de 1995 à 2005, secrétaire d'État chargé des Programmes immobiliers de la justice de 2002 à 2004 et président du conseil départemental des Yvelines de 2005 à 2009 et depuis 2014.
Il est condamné à dix-huit mois de prison avec sursis et six ans d’inéligibilité pour « corruption passive » et « recel d’abus de bien sociaux » en 2009.

## Biographie

### Jeunesse et formation
Né à Mont-de-Marsan, il arrive à l'âge de dix ans à Poissy.
Diplômé de l’Institut d'études politiques de Paris (promotion 1980) et de l'École supérieure des sciences économiques et commerciales (ESSEC, promotion 1983), Pierre Bédier crée en 1986 l'agence de communication DB2A, dont il assure la direction jusqu'en 2000.

### Parcours politique
C'est au côté de Jacques Chirac qu'il entre en politique, en 1976. Il se définit comme gaulliste.
Il commence sa carrière à Poissy, comme conseiller municipal. Élu député dans les Yvelines en 1993, il participe à la campagne présidentielle de Jacques Chirac en 1995 mais refuse d'entrer au gouvernement Juppé pour se consacrer à Mantes-la-Jolie, dont il est élu maire en juin.
En juin 2002, il est nommé secrétaire d'État chargé des Programmes immobiliers de la justice dans le gouvernement Raffarin. Il est alors chargé de construire de nouvelles prisons, conformément aux engagements du ministre de la Justice, Dominique Perben. Il se prononce pour l'individualisation des peines au nom du christianisme. En janvier 2018, il se réfère à cette expérience ministérielle pour réclamer l'isolement des terroristes djihadistes incarcérés.
En septembre 2009, après avoir été frappé d’inéligibilité et avoir été condamné pour détournement de fonds publics, Pierre Bédier devient « chargé de mission bénévole » au cabinet du maire de Mantes-la-Jolie. Cette nomination par arrêté municipal est contestée par les élus du Parti socialiste de la ville, qui déposent un recours auprès du tribunal administratif et demandent au sous-préfet de se prononcer sur la légalité de cet arrêté. Le 23 novembre 2009, Pierre Bédier annonce qu'il démissionne de ce poste, après avoir dû renoncer à un autre contrat de chargé de mission à l'université de Versailles-Saint-Quentin-en-Yvelines. Il se consacre alors à des activités de conseil en France et à l'international.
En mai 2013, il retrouve son éligibilité. Après la démission de Michel Vialay, qui l'avait remplacé au conseil général, Pierre Bédier se présente à une élection partielle dans le canton de Mantes-la-Jolie : le 7 juillet 2013, il est réélu avec 60,23 % des voix (l'abstention atteint 72,50 %).
Le 11 avril 2014, à la suite de la démission planifiée d'Alain Schmitz, il est réélu à la présidence du conseil général des Yvelines. L'année suivante, il mène à la victoire la coalition de droite « Ensemble pour les Yvelines » (UMP-UDI-DVD), qui réalise le « grand chelem » lors des élections départementales de 2015 dans les Yvelines. Le 2 avril 2015, il est réélu président du conseil départemental des Yvelines à l'unanimité des suffrages.
Pierre Bédier soutient Nicolas Sarkozy à la primaire de la droite de 2016. Il se rallie ensuite à François Fillon. En 2017, il choisit de soutenir Laurent Wauquiez pour l'élection à la présidence de LR.
Pierre Bédier annonce qu'il votera en faveur d'Emmanuel Macron face à Marine Le Pen au second tour de l'élection présidentielle de 2017.
En mars 2018, il annonce sa candidature à la présidence de la fédération Les Républicains des Yvelines, dont les élections auront lieu en octobre 2018. Avec les députés Olivier Marleix et Bernard Reynès, Pierre Bédier fait partie des triumvirs chargés par Laurent Wauquiez de conduire un audit des fédérations départementales de LR. Le 13 octobre 2018, il l'emporte avec 58,8 % face à Alexandra Dublanche, soutenue par Valérie Pécresse.
En juin 2021, il se présente à nouveau à la présidence du conseil départemental des Yvelines (anciennement appelé conseil général) à la tête de sa coalition « Ensemble pour les Yvelines » (LR-UDI-DVD) et est réélu. À la suite des élections départementales de 2021 dans les Yvelines , il n'y a toujours aucun élu d'opposition siégeant au conseil départemental yvelinois, le groupe politique de Pierre Bédier ayant raflé l'ensemble des 21 cantons.
Il entre en conflit avec le maire de Mantes-la-Jolie, Raphaël Cognet, son ancien collaborateur qu'il avait désigné pour devenir maire. Ce dernier a en particulier effectué un signalement à la police à propos du marché du Val Fourré, conduisant à une enquête et à l’inculpation du premier adjoint au maire et de plusieurs placiers, accusés d'avoir racketté des commerçants. Raphaël Cognet est cependant élu en mai 2022 malgré une liste concurrente sur laquelle figurait Pierre Bédier, qui n'est pas réélu au conseil municipal.
Il annonce quitter Les Républicains à la suite de l'annonce d'Éric Ciotti de vouloir faire alliance avec le RN pour les élections législatives anticipées de 2024.

## Actions

### Rénovation urbaine
Pierre Bédier est à l'origine de la transformation du quartier du Val Fourré, entreprise dès son premier mandat en 1995.
En décembre 2017, le conseil départemental des Yvelines adopte un « plan d'amorce à la rénovation urbaine », doté de plus de 30 millions d'euros, visant à aider les communes et les communautés urbaines à mener à bien des opérations de rénovation des quartiers prioritaires de la ville (QPV). Le 5 juillet 2018, il présente le plan yvelinois d'amorce à la rénovation urbaine, en présence de Jean-Louis Borloo, ancien ministre de la Ville, et de Catherine Arenou, vice-présidente du conseil départemental chargée de la politique de la ville.

### Rapprochement des Yvelines et des Hauts-de-Seine
En mars 2016, les assemblées départementales des Yvelines et des Hauts-de-Seine décident la création d'un établissement public interdépartemental et lui confient des compétences jusque-là assumées par les deux départements, notamment l'entretien du réseau des routes départementales. La société d'aménagement des Hauts-de-Seine et des Yvelines, Citallios, dont l'EPI est actionnaire majoritaire, est créée ; Pierre Bédier est son premier président de septembre 2016 à février 2020.
Le 30 juin 2017, les deux assemblées votent en faveur de la fusion des deux départements. Ce regroupement est rendu possible par deux lois sur l'organisation des collectivités territoriales. Pierre Bédier et Patrick Devedjian, président du conseil départemental des Hauts-de-Seine, justifient ce projet par souci d'économies budgétaires, le budget cumulé des deux collectivités avoisinant 3,5 milliards d'euros. Cette nouvelle entité serait « le moteur du développement économique de la région parisienne ». Le 28 juin 2018, Pierre Bédier et Patrick Devedjian annoncent le renforcement de ces liens dans plusieurs domaines : services sociaux, PMI, collèges, très haut débit, achat.
Lors de la campagne pour les élections départementales de 2021, il dit ne plus vouloir promouvoir la fusion des deux départements[source insuffisante].

### Métropole du Grand Paris
Pierre Bédier et les autres présidents des départements franciliens contestent les projets prêtés au gouvernement en matière de réforme du Grand Paris. Ils s'opposent notamment à la disparition des départements de la petite couronne au sein d'une métropole qui exclurait la grande couronne. Les élus départementaux y voient une volonté de recentralisation, qu'ils combattent en avançant leurs propositions, notamment la création d'un fonds d'investissement interdépartemental visant à financer de grands projets d'équipements. Pour eux, la métropole du Grand Paris doit épouser les contours de l'Île-de-France.
Partisan de la décentralisation, Pierre Bédier souhaite que l'État accorde plus de libertés aux collectivités locales et reproche à Emmanuel Macron une défiance envers les élus locaux.

### Filière automobile
En tant que président du conseil général des Yvelines, premier département français en matière d'industrie automobile[réf. souhaitée], Pierre Bédier lance en février 2009 un plan de relance et de soutien à la filière automobile estimé à 430 millions d'euros. Ce plan est depuis appelé Vallée de l’Automobile et de la Mobilité Durable.
Il s'oppose en 2018 à la limitation de vitesse à 80 km/h, qui pénalise selon lui les Français habitant les zones rurales ou périurbaines

### Projet de circuit automobile
Le 12 mars 2009, il présente, au nom du conseil général, le projet de circuit de Formule 1 à Flins-sur-Seine, limitrophe des Mureaux, sur des terres agricoles qui étaient cultivées à l'époque et qui sont maintenant en bio, jouxtant l'usine Renault. Ce projet (circuit + salle de presse) a un coût initial estimé à 112 millions d'euros. Confronté à des oppositions locales et à des difficultés techniques, le projet ne sera pas mené à terme.

## Proximité avec les islamistes
Une enquête du magazine Marianne publiée en 2020 dépeint l'instrumentalisation du « clientélisme communautaire » à des fins électorales par Pierre Bédier dans les Yvelines. Celui-ci a notamment contribué en 2018 à évincer Abdelaziz El Jaouhari, qui incarne une ligne « apolitique et modérée », de la présidence du Conseil des institutions musulmanes des Yvelines (Cimy), au profit d'une personnalité proche de la mouvance salafiste. Les notables religieux appartenant à ce courant font ouvertement campagne en faveur des candidats du parti Les Républicains en période électorale dans le département.
Dans son édition du 3 novembre 2020, Le Canard enchaîné dénonce en outre des liens entre Pierre Bédier, ses services et des personnes proches de mouvements musulmans rigoristes. Faisant état d'enquêtes en cours, le journal décrit comment certains membres de ces communautés religieuses ont reçu de la part des équipes de Pierre Bédier un salaire pour un travail non déterminé, indique que des locaux leur ont été vendus pour des montants faibles par rapport au prix du marché, et dénonce la présence de personnalités issues de communautés religieuses du Val Fourré à l'entrée de bureaux de vote.
Lors de l'adoption de la « charte des imams » le 16 janvier 2021, Pierre Bédier célèbre la mémoire de son ami, le défunt imam M'Hamed Rabiti, que Bédier qualifie de salafiste. Rabiti, qui appelait à voter pour lui devant les bureaux de vote, était proche du Tabligh, un mouvement islamique dont la formation Foi et Pratique rejette la charte, en particulier le paragraphe qui s'oppose à l'homophobie. Pierre Bédier critique dans le même temps, sans le nommer, Abdelaziz El Jaouhari, religieux président de la mosquée de Mantes-Sud prônant un islam de tolérance et défendant le droit à la caricature. Ce dernier a dénoncé publiquement un clientélisme de Bédier et de ses amis, et l’accuse de donner emplois et subventions contre des voix en sa faveur,.

## Affaires judiciaires

### Affaire Bédier / Delfau
L'affaire Bédier ou affaire Delfau est une affaire de corruption concernant des élus des Yvelines, instruite par le juge Philippe Courroye.
Michel Delfau, décédé en 2005, possédait des sociétés spécialisées dans le nettoyage industriel et le gardiennage. Il aurait utilisé les cartes bancaires de ses sociétés à des fins personnelles. Son ex-épouse (depuis août 2000), Aloka Delfau, alerte la justice le 17 décembre 2001 : Michel Delfau verserait à trois hommes politiques des Yvelines (Jacques Masdeu-Arus, Pierre Bédier et Gilles Forray) des sommes en liquide en échange de l'attribution de marchés publics réguliers. Delfau a bénéficié de tous les marchés de nettoyage des villes de Poissy et Mantes-la-Jolie à partir de l'élection de Jacques Masdeu-Arus et Pierre Bédier à leur tête, respectivement en 1983 et 1995. Durant la période 1998-2001, les sorties en espèces faites par Michel Delfau sur les comptes de ses sociétés prestataires de service ont été de l'ordre de 200 000 euros, sommes remises ensuite aux élus.
Pierre Bédier est mis en examen le 21 janvier 2004 par le juge Courroye « pour recel d'abus de biens sociaux et corruption ». En sortant du palais de justice, il présente aussitôt sa démission à Jean-Pierre Raffarin. Il est jugé à partir du 25 septembre 2006 par le tribunal correctionnel de Paris en compagnie de deux autres élus. Le 12 décembre 2006, il est condamné à 18 mois de prison avec sursis, 50 000 euros d'amende pour corruption passive et recel d'abus de biens sociaux, peine assortie de six ans d'inéligibilité conformément à l'article LO 130 du code électoral. La cour d'appel de Paris confirme cette condamnation en mai 2008, tout en divisant par deux le montant de l'amende. En mai 2009, la Cour de cassation rejette le recours de Bédier,.

### Affaire de l'Opievoy
Pierre Bédier est mis en examen le 21 décembre 2000 pour « atteinte à l'égalité des candidats dans les marchés publics » et favoritisme quand il présidait le groupe Opievoy, l'office HLM des Yvelines. Le juge Richard Pallain prononcera ce non-lieu le 30 avril 2002, estimant que le code des marchés publics avait été respecté. « Ce non-lieu confirme que l'Opievoy est géré en toute transparence », s'est réjoui Pierre Bédier, avant d'ajouter : « Cette affaire démontre que la justice peut rendre la justice, mais aussi que certains l'utilisent à des fins politiques ».
En janvier 2021, la justice annule l'élection de Pierre Bédier à la présidence du conseil d’administration de l’Opievoy en 2015. La cour d'appel de Versailles estime que compte tenu de la condamnation « en 2008 pour recel d'abus de biens sociaux » de l’ancien maire de Mantes-la-Jolie dans l’affaire Delfau, celui-ci ne présentait pas les garanties de « moralité » nécessaires pour prétendre à une telle fonction.
Opievoy est depuis devenu Les Résidences Yvelines Essonne.

### Enquête pour atteinte à la probité
Dans son édition du 30 mars 2022, Le Canard enchaîné accuse Pierre Bédier d'avoir créé, en 2016, une société offshore à Hong Kong, place financière bénéficiant d'avantages fiscaux, avec un entrepreneur du bâtiment condamné notamment pour corruption et trafic d'influence, sans avoir pour autant déclaré la société à la Haute Autorité pour la transparence de la vie publique. Pierre Bédier nie avoir créé la société en question.
En 2017,  le conseil départemental des Yvelines octroie une subvention de 1,1 million d’euros à la mairie de Mantes-la-Jolie pour financer un projet porté par l'entreprise, dirigée par le beau-frère de Pierre Bédier. L'association de lutte contre la corruption Anticor décide de saisir la justice en avril 2023. Une enquête pour « atteinte à la probité » est ouverte par l’Office central de lutte contre la corruption et les infractions financières et fiscales et la direction régionale de la police judiciaire de Versailles. L'entourage de Pierre Bédier dénonce pour sa part un « règlement de compte politique » orchestré par le maire de Mantes-la-Jolie Raphaël Cognet.

## Détail des mandats et fonctions

### Au gouvernement
- 17 juin 2002 - 22 janvier 2004 : secrétaire d'État chargé des Programmes immobiliers de la justice[57], auprès du garde des Sceaux, ministre de la Justice (Jean-Pierre Raffarin II)

### À l'Assemblée nationale
- 2 avril 1993 - 21 avril 1997 : député pour la 8e circonscription des Yvelines
- 19 juin 2002 - 18 juillet 2002 : député pour la 8e circonscription des Yvelines (démission à la suite de sa nomination au gouvernement)
- 7 décembre 2004 - 17 juin 2007 : député pour la 8e circonscription des Yvelines (réélu député dans une législative partielle à la suite du décès de son titulaire, André Samitier, il abandonne son poste de maire de Mantes-la-Jolie)
- 17 juin 2007 - 15 avril 2009 : député pour la 8e circonscription des Yvelines (démission à la suite de la prolongation d'une mission parlementaire sur le développement solidaire et l'immigration, garantissant ainsi la succession de son mandat à sa suppléante Cécile Dumoulin)[58],[59]

### Au niveau régional
- 23 mars 1992 au 27 juin 1995 : conseiller régional d'Île-de-France
- 1998-2004 : conseiller régional d'Île-de-France
- Depuis le 15 septembre 2023 : président de l'Association des Départements d'Île-de-France[60]

### Au niveau départemental
- 28 mars 1994 - 27 juin 1995 : membre du conseil général des Yvelines
- 29 mars 2004 - 25 mai 2009 : membre du conseil général des Yvelines
- 29 mars 2004 - 17 septembre 2005 : membre et vice-président du conseil général des Yvelines
- 16 septembre 2005 - 25 mai 2009 : président du conseil général des Yvelines (réélu le 20 mars 2008 par 29 voix sur les 39 conseillers généraux du département[61]).
- Depuis 2013 : après la démission de Michel Vialay et de sa suppléante, Mme Bédier, une élection partielle est organisée et M. Pierre Bédier retrouve son siège au conseil général des Yvelines après avoir battu Rama Sall (PS) dans le canton de Mantes-la-Jolie,
- Depuis avril 2014 : retrouve la présidence du conseil départemental des Yvelines à la suite de la démission d'Alain Schmitz.
- Depuis 2015 : réélu dans le canton de Mantes-la-Jolie.

### Au niveau municipal
- Adhère au RPR dans les années 1970
- En 1981, il devient secrétaire de section à Poissy
- 1983-1995 : conseiller municipal  de Poissy
- 19 juin 1995 - 18 mars 2001 : maire de Mantes-la-Jolie (Yvelines)
- 19 mars 2001 - 7 juillet 2002 : maire de Mantes-la-Jolie
- 19 mars 2001 - 1er mars 2005 : conseiller municipal de Mantes-la-Jolie
- 12 février 2004 - 3 janvier 2005 : maire de Mantes-la-Jolie
- mars 2014 - mai 2022 : conseiller municipal de Mantes-la-Jolie.

### Au sein de partis politiques
- Au RPR
  - secrétaire départemental adjoint (1990)
  - Secrétaire départemental adjoint (1990)
  - Secrétaire départemental (1993 - 1995)
  - Président du comité départemental (1995 - 1998)
  - Délégué général (1995 - 1997)
  - Secrétaire national (1998 - 1999)
  - Secrétaire général adjoint (2001 - 2002)
- À l'UMP
  - Président de la fédération des Yvelines (2003 - 2005)